# 倫多瓦島

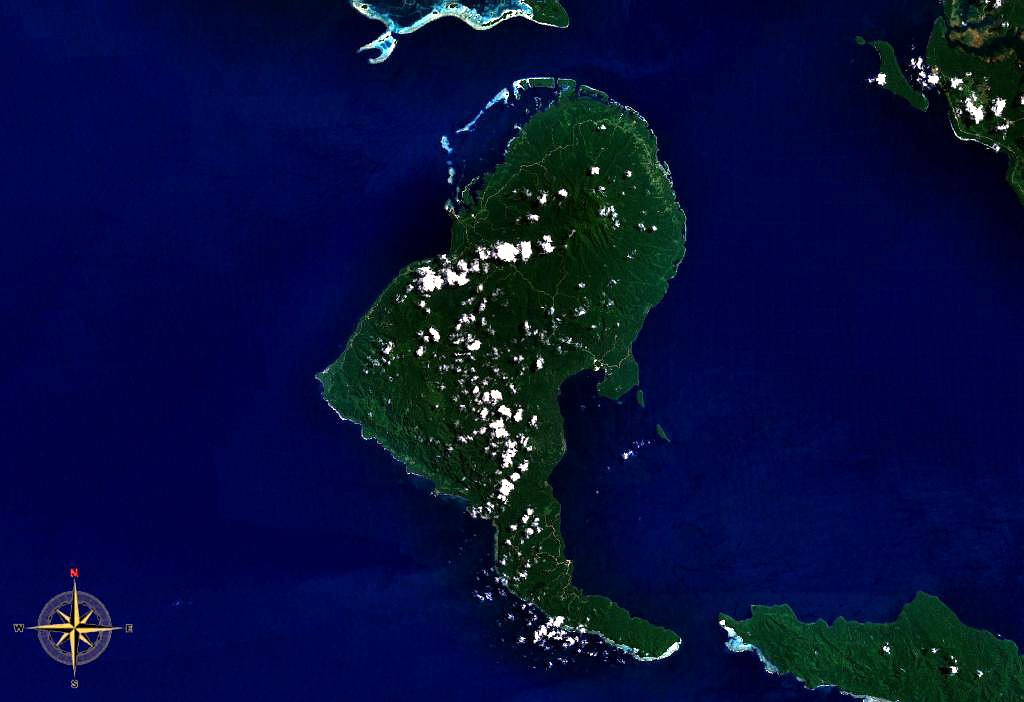
倫多瓦島

倫多瓦島是太平洋所羅門群島的島嶼，座標8°32′S 157°20′E / 8.533°S 157.333°E，屬於新喬治亞群島的一部分。島上西南面的黑沙海灘是棱皮龜的重要産卵地，居民使用兩種本土語言︰北部使用屬於南島語系的Ughele，南部使用屬於巴布亞諸語言的Touo。

## 外部連結
- http://www.tetepare.org/（页面存档备份，存于）